# Missões de paz em Timor-Leste

## Introdução

### Breve histórico de Timor-Leste
Conhecido no passado como Timor Português, foi colônia portuguesa até 1975, quando se tornou independente, após a invasão Indonésia, três dias depois. Permaneceu considerado oficialmente pelas Nações Unidas como território português por descolonizar até 1999. Foi, porém, considerado pela Indonésia como a sua 27.ª província com o nome de "Timor Timur". Em 30 de agosto de 1999, 78,5% do povo timorense optou pela independência em referendo organizado pela Organização das Nações Unidas (ONU).
Até agosto de 1975, Portugal liderou o processo de autodeterminação de Timor-Leste, promovendo a formação de partidos políticos, tendo em vista a independência do território, quando foram atacadas pelas forças pró-indonésias, sendo forçados a escapar para Ataúro (atual subdistrito de Díli, capital timorense).

## Histórico

### Causas do Conflito
Em agosto de 1975, forças pró-indonésias atacaram as forças portuguesas, presentes no território do Timor-Leste, tendo como consequência a expulsão dessas últimas para Ataúro (no tempo do Timor Português, a ilha de Ataúro foi anexada ao município de Díli e após a independência timorense continuou a ser um subdistrito desse distrito). Deu-se, então, início a uma guerra civil entre a Frente Revolucionária de Timor-Leste Independente (FRETILIN) e União Democrática Timorense (UDT). A FRETILIN sai vitoriosa da guerra civil e proclama a independência em 28 de novembro do mesmo ano, fato não reconhecido por Portugal.
A proclamação da independência por um partido da FRETILIN de tendência marxista levou a que a Indonésia invadisse Timor-Leste. A Indonésia justificou a invasão alegando a defesa contra o comunismo, discurso que lhe garantiu apoio do governo dos Estados Unidos e da Austrália, entre outros, mas que não impediu a sua condenação pela comunidade internacional. Em 7 de dezembro, os militares indonésios desembarcavam em Díli, ocupando brevemente toda a parte oriental de Timor, apesar do repúdio da Assembleia-Geral e do Conselho de Segurança da ONU, que reconheceram Portugal como potência administradora do território.
A ocupação militar da Indonésia em Timor-Leste fez com que o território se tornasse a 27.ª província indonésia, chamada "Timor Timur". Uma política de genocídio resultou num longo massacre de timorenses. Centenas de aldeias foram destruídas pelos bombardeios do exército da Indonésia, sendo que foram utilizadas toneladas de napalm contra a resistência timorense (chamada de Falintil). O uso do produto queimou boa parte das florestas do país, limitando o refúgio dos guerrilheiros na densa vegetação local.
Entretanto, a visita do Papa João Paulo II a Timor-Leste, em outubro de 1989, foi marcada por manifestações pró-independência que foram duramente reprimidas. No dia 12 de novembro de 1991, o exército indonésio disparou sobre manifestantes que homenageavam um estudante morto pela repressão no cemitério de Santa Cruz, em Díli. Cerca de 271 pessoas foram mortas no local. Outros manifestantes foram mortos nos dias seguintes, perseguidos pelo exército da Indonésia.
A causa do Timor-Leste pela independência ganhou maior repercussão e reconhecimento mundial com a atribuição do Prêmio Nobel da Paz ao bispo Carlos Ximenes Belo e a José Ramos Horta em outubro de 1996. Em julho de 1997, o presidente sul-africano Nelson Mandela visitou o líder da FRETILIN, Xanana Gusmão, que estava na prisão. A visita fez com que aumentasse a pressão para que a independência fosse feita através de uma solução negociada. A crise na economia da Ásia no mesmo ano afetou duramente a Indonésia. O regime militar de Suharto começou a sofrer diversas pressões com manifestações cada vez mais violentas nas ruas. Tais atos levaram à demissão do general em maio de 1998.
Em 1999, os governos de Portugal e da Indonésia começaram, então, a negociar a realização de um referendo sobre a independência do território, sob a supervisão de uma missão da ONU. No mesmo período, o governo indonésio iniciou programas de desenvolvimento social, como a construção e recuperação de escolas, hospitais e estradas, para promover uma boa imagem junto aos timorenses.
Desde o início dos anos 1990, uma lei indonésia aprovava milícias que "defendessem" os interesses da nação em Timor-Leste. O exército indonésio treinou e equipou diversas milícias, que serviram de ameaça contra o povo durante o referendo. Por meio de consulta popular realizada, a 30 de Agosto de 1999, sob a égide da Organização das Nações Unidas (ONU) e em cumprimento de acordo celebrado entre Portugal e a Indonésia em Nova Iorque, com mediação do Secretário-Geral das Nações Unidas, em 5 de maio do mesmo ano, o povo de Timor-Leste escolheu, por esmagadora maioria, separar-se da Indonésia e recuperar a independência que havia sido unilateralmente proclamada, antes da invasão da força ocupante, em 28 de Novembro de 1975.
Foram contabilizados 78,5% dos votos a favor da independência incondicional. A consulta popular foi organizada e supervisionada por uma missão especial constituída ao abrigo da Resolução do Conselho de Segurança da ONU n.º 1246, designada por United Nations Mission in East Timor (UNAMET) e liderada por Ian Martin em representação ao Secretário-Geral das Nações Unidas.
Ao anúncio oficial dos resultados dessa consulta, a 4 de Setembro de 1999, seguiu-se uma onda de violência, levada a cabo fundamentalmente por milícias preconizando a integração na República da Indonésia, que resultou num enorme surto de violação de Direitos Humanos, incluindo mais de um milhar de homicídios e crimes sexuais (como é apurado e descrito, de entre outros documentos, no relatório “Chega” produzido pela Comissão de Acolhimento, Verdade e Reconciliação – CAVR.
O clima de terror que se instalou no território levou o Conselho de Segurança das Nações Unidas a aprovar o envio imediato de uma força multinacional, sob o comando da Austrália, com a missão principal de por fim à referida escalada de violência generalizada e repor a ordem e a tranquilidade públicas. Tal contingente, essencialmente militar, foi criado pela Resolução do Conselho de Segurança da ONU nº 1264 e ficou conhecido pela designação International Force in East Timor (INTERFET), tendo começado a entrar no território no dia 20 de Setembro de 1999.

## Missões em Timor-Leste
UNAMET (Missão das Nações Unidas em Timor-Leste)
Foi caracterizada por uma missão da ONU, com o objetivo de administrar o território até a criação de condições para que o país pudesse ser governado por representantes eleitos pelos timorenses. Foi criada pelo Conselho de Segurança da ONU, em 11 de junho de 1999, pela Resolução 1246. A população podia optar pela autonomia especial, integrado à República Indonésia, ou separação total desse país, com caminho livre rumo à independência.
A Missão das Nações Unidas no Timor-Leste resulta de acordos assinados entre a Indonésia e Portugal, em Nova Iorque, que conferiu às Nações Unidas o poder de organizar e certificar a consulta direta por voto secreto, que se realizou dentro e fora de Timor-Leste. Significa que a ONU organizou e executou todo o referendo sobre o Timor-Leste, tendo nesse caso o mesmo poder que um organismo eleitoral totalmente independente, existente em qualquer país. Um governo transitório assumiu nessa data e atribuiu a CivPol (Polícia Civil Internacional) a responsabilidade pela segurança pública. Policiais internacionais de diferentes nações fizeram parte do efetivo da CivPol e o Brasil começou a enviar contingentes militares para Timor-Leste no mesmo ano. Em 2000, cinco policiais da PMERJ foram enviados e exerceram diversas atividades dentro da missão, como comandar os policiais timorenses e implantar um policiamento comunitário denominado “Koban System”, além de ter dado instruções de ética e tiro no Police College (Academia de Formação dos Policiais Timorenses). Todos esses esforços em conjunto culminaram na reconstrução de um país muito debilitado e na primeira nação a tornar-se um país independente e democrático no século XXI.
O Representante Especial do Secretário-Geral para Timor-Leste foi o responsável máximo pela implantação do todo o processo de consulta. O Chefe da UNAMET foi o britânico Ian Martin. A ONU estabelece a missão de assistência das Nações Unidas em Timor-Leste para conduzir a consulta popular de 1999, reconhecendo a autodeterminação do Timor-Leste. O Conselho de Segurança autoriza a força internacional em Timor-Leste (INTERFET) a restaurar a lei e a ordem em caso de violência após a consulta popular. Em 30 de agosto de 1999, uma maioria esmagadora de 78,5% dos votantes timorenses rejeita o estatuto de autonomia especial na Indonésia, abrindo o caminho para a independência plena.
Uma onda de terror e incêndios premeditados destrói grande parte das infraestruturas do novo país e milhares de pessoas fogem de suas casas e ou são deslocadas a força para Timor Ocidental.
UNTAET (United Nations Transitional Administration in East Timor)
Consiste em uma missão criada pela Resolução do Conselho de Segurança da ONU n.º 1272, resultando num processo ímpar na história das Nações Unidas. Funcionou inicialmente uma Administração Transitória, desde 25 de Outubro de 1999, centrada na pessoa do Administrador Transitório como Representante Especial do Secretário-Geral das Nações Unidas (Dr. Sérgio Vieira de Melo), que, embora coadjuvado por equipas de técnicos e assessores e com a obrigação de consultar sempre o povo timorense, acumulou os poderes legislativos, regulamentares e meramente administrativos ou executivos necessários à prossecução dos objetivos dessa administração.
A Administração Transitória era designada também pela sigla ETTA (East Timor Transitional Administration), correspondente à sigla, em português, ATTL (Administração Transitória de Timor-Leste). No início, a Administração Transitória era exercida por uma só pessoa, posteriormente ajudada por um Governo provisório correspondente a um gabinete intitulado Gabinete do Governo de Transição em Timor-Leste. Nenhum membro deste gabinete detinha competências decisórias, vinculativas para o Administrador Transitório. Mais de 110000 timorenses retornam dos campos de regiados de Timor Ocidental até dezembro de 1999.
Nessa mesma data, é formado o Conselho Consultivo Nacional para assegurar a participação direta dos cidadãos de Timor-Leste nas decisões da UNTAET. Houve também comandos de paz militares transferidos da INTERFET para a Força de Paz das Nações Unidas em fevereiro de 2000. O povo timorense elegeu uma Assembleia Constituinte com 88 integrantes em agosto de 2001, a fim de criar a Constituição do país. Essa Assembleia assinou a Constituição de Timor-Leste em 22 de março de 2002, ano o qual o país realizou sua primeira eleição presidencial, em abril. Por fim, a República Democrática de Timor-Leste se tornou o primeiro Estado soberano do novo estatuto, em 20 de maio de 2002, sendo Kay Rala Xanana Gusmão o presidente e Mari Alkatiri o Primeiro – Ministro.
UNMISET (Missão das Nações Unidas de apoio ao Timor-Leste)
Iniciou-se em 20 de maio de 2012, mesma data que marca a independência e reconhecimento internacional do Timor-Leste, além do fim da UNTAET. Durante essa missão, os países participantes enviaram suas forças militares, que ficaram sob o controle do Representante Especial do Secretário-Geral. Ficou decidido,em 2003, que o mandato, inicialmente de um ano, seria estendido para dois anos, chegando até 20 de maio de 2005 e depois disso, haveria a substituição pela UNOTIL.
Houve a confirmação de que haveria apoio contínuo por meio de uma Unidade de Patrulhamento de Fronteira. Foi criada uma Unidade de Crimes Graves, com o objetivo de investigar o ocorrido em 1999. O Conselho de Segurança então aprovou essa missão de apoio no Timor-Leste, a fim de prover ajuda civil, policial e militar ao Estado recém-formado. O contingente militar escalado para essa missão será gradualmente reduzido até 2004, altura em que está prevista a sua retirada total. A componente civil será formada por cem funcionários que permanecerão no território por períodos entre 12 e 24 meses e que vão apoiar o Governo de Timor-Leste independente em funções consideradas vitais para o seu funcionamento. O secretário-geral da ONU, Koffi Annan, disse ao Conselho de Segurança que, com base em avaliações feitas por peritos, os funcionários civis deverão terminar a maior parte das suas atividades nas áreas de serviços essenciais e sistemas jurídicos até novembro de 2003, época a qual seu numero será reduzido em 30 por cento. Os restantes funcionários, disse Annan, deverão terminar as suas funções até ao ano 2004. As discussões para a aprovação da UNMISET depararam com dificuldades nos últimos dias quando os Estados Unidos quiseram inserir uma cláusula a especificar que pessoal da ONU não está sujeito à jurisdição do recém-criado Tribunal Penal Internacional (TPI).
A administração Bush anunciou recentemente que tinha retirado a sua assinatura do acordo para criação do tribunal porque o congresso norte-americano nunca acordaria a sua ratificação. O "Washington Post" noticiou ontem que a Administração Bush está agora "a considerar" pressionar Koffi Annan a incluir a questão de imunidade do pessoal da ONU à jurisdição do TPI no Acordo de Estatuto das Forças da ONU que governa a atuação das forças militares da organização em Timor-Leste. Outra opção é levar o Conselho de Segurança da ONU a aprovar no futuro uma resolução garantindo que nenhum funcionário da ONU de serviço numa missão da organização pode ser preso por ordem de um tribunal internacional (2002).
UNOTIL (Escritório das Nações Unidas em Timor-Leste) - maio 2005 a agosto 2006
Em 2005, a UNOTIL (Escritório das Nações Unidas no Timor- Leste) foi estabelecida com o principal objetivo de um acompanhamento político que estabelecesse uma base de Estado no país. A missão também pretendia desenvolver instituições nacionais fundamentais e a força policial, promover direitos humanos e um treinamento sobre governança democrática.
No ano subsequente, a violência no país aumentou devido às perseguições, aos atos discriminatórios das forças armadas e à ocorrência de protestos contra a demissão de soldados, sendo necessária que outra missão de paz fosse requerida para a reinserção da ordem e da segurança. Na capital Díli, as forças militares entraram em conflito com as forças do governo, o que acarretou em mortes e pessoas feridas. O governo timorense recorreu a Austrália, Malásia, Nova Zelândia e Portugal em busca de auxílio com o envio de militares. A Austrália enviou uma equipe internacional com missão de peacekeeping para ajudar no reestabelecimento das leis e da ordem no país.
UNMIT (Missão Integrada das Nações Unidas) - agosto 2006 a dezembro 2012
Dada a necessidade de uma nova missão, a UNMIT foi enviada ao Timor-Leste e se manteve durante sete anos consecutivos. A missão contou com a ajuda brasileira com efetivo militar e civil, além de inúmeros projetos de cooperação. Dentre as pretensões da missão de peacebuilding, podemos citar: consolidação da estabilidade do país, ajuda na realização das eleições, capacitação dos setores do governo, fortalecimento do sistema judiciário, treinamento da polícia, aumento das forças de segurança, promoção dos direitos humanos e da democracia, e conclusão das investigações sobre violações de direitos humanos.
A UNMIT promoveu a aplicação das leis e a segurança pública. Também ajudou o país a fechar o último acampamento para refugiados internos e conseguiu reconstituir e transferir a segurança e a responsabilidade do policiamento do país para a Polícia Nacional do Timor-Leste (PNTL).
Ao final das eleições presidenciais, o ex-chefe das forças armadas, Taur Matan Ruak, foi eleito presidente. Nas eleições legislativas, o Conselho Nacional de Reconstrução de Timor-Leste (CNRT) ganhou e, como primeiro ministro, Xanana Gusmão foi eleito. Assim, o quinto governo constitucional do país foi empossado. A retirada da missão ocorreu de forma gradual após o período eleitoral, até que em 2012 a missão chegou ao fim.

## Críticas

### Timor-Leste atual
Desde o início das missões em 1999, o Timor-Leste tem feito progressos significativos e fortalecido sua soberania. Este amadurecimento é perceptível através do aumento da expectativa de vida, diminuição da pobreza devido a investimentos públicos em infraestrutura e serviços com os recursos do petróleo, aumento crescente das matrículas nas escolas primárias e maior representação feminina no parlamento. A manutenção da estabilidade política conquistada pelo país proporcionou avanços em diversos setores. O Timor-Leste possui um projeto chamado Plano Estratégico de Desenvolvimento 2011-2030, no qual planeja um aumento do rendimento da população.
As contribuições das missões da ONU são notáveis, porém houve uma clara diminuição da autonomia e uma intervenção na política. O país, apesar do progresso, ainda possui questões de grande importância para enfrentar, como por exemplo a elevação do IDH, pobreza, mortalidade infantil e desenvolvimento econômico e social.
Atualmente, o país tem mostrado o sucesso de sua independência no âmbito internacional. Este ano, pela primeira vez, participou dos Jogos Olímpicos de Inverno na cidade de Sóchi, na Rússia. Em maio do mesmo ano, recebeu mensagens de felicitações do secretário dos Estados Unidos pelo décimo segundo aniversário de sua independência. Dentre as palavras de John Kerry podemos citar "(...) comemora um importante momento na história de todos aqueles que valorizam a liberdade, porque assinala o nascimento de uma nova, pacífica e democrática nação, nascida do sacrifício e determinação do povo timorense". Na mesma carta, o secretário também ressaltou a importância do papel do país nas eleições de Guiné-Bissau: "é um promotor global dos direitos humanos e da democracia e tem liderado por exemplo, mais recentemente, em louváveis esforços para apoiar eleições livres e justas e ajudar a construir um futuro melhor na Guiné-Bissau"

## Ligações Externas
- http://www.onu.org.br/missao-de-paz-da-onu-encerra-operacoes-no-timor-leste/
- http://www.eb.mil.br/unmit-timor-leste
- http://www.oplop.uff.br/relatorio/chiaraaraujo/2211/relatorio-oplop-18-timor-leste